# Rhinocypha arguta
Rhinocypha arguta är en trollsländeart som beskrevs av Hämäläinen och Divasiri 1997. Rhinocypha arguta ingår i släktet Rhinocypha och familjen Chlorocyphidae. IUCN kategoriserar arten globalt som livskraftig. Inga underarter finns listade i Catalogue of Life.